# Thiron-Gardais
Thiron-Gardais (también, Thiron Gardais) es una comuna francesa situada en el departamento de Eure y Loir, en la región de Centro-Valle del Loira.

## Demografía
| 571 | 616 | 854 | 1019 | 1171 | 1121 | 982 |
| Para los censos de 1962 a 1999 la población legal corresponde a la población sin duplicidades (Fuente: INSEE [Consultar]) |     |     |      |      |      |     |